# Alessio Faustini
Alessio Faustini (Roma, 10 giugno 1960) è un ex maratoneta e mezzofondista italiano.

## Biografia
Nato nel 1960 a Roma, è arrivato in nazionale nel 1981, a 21 anni, praticando inizialmente il mezzofondo e in particolare i 10000 metri piani, nei quali si è piazzato 6º all'Universiade di Bucarest di quell'anno. Dopo la partecipazione ai Mondiali di corsa campestre di Roma 1982 (82º con il tempo di 35'43"2), l'anno successivo ha preso di nuovo parte alle Universiadi, quelle di Edmonton 1983, arrivando 9º in 29'28"74 nei 10000 m, ma soprattutto trionfando nella maratona, con il tempo di 2h17'10". 
Dedicatosi poi esclusivamente alla maratona, ha conquistato un bronzo di squadra e un argento individuale in Coppa Europa di maratona, il primo a Roma 1985, arrivando 4º individualmente in 2h14'30" e concludendo dietro Germania Est e Francia, il secondo a Huy 1988 con il tempo di 2h11'52", piazzandosi dietro al sovietico Ravil' Kašapov.
Nel 1991 non è riuscito a concludere la maratona ai Mondiali di Tokyo, mentre l'anno successivo ha vinto la Maratona di Torino.
A 32 anni ha partecipato ai Giochi olimpici di Barcellona 1992, nella maratona, terminando 44º con il tempo di 2h21'37".

## Palmarès
| Anno | Manifestazione  | Sede       | Evento   | Risultato | Prestazione | Note |
| ---- | --------------- | ---------- | -------- | --------- | ----------- | ---- |
| 1981 | Universiade     | Bucarest   | 10000 m  | 6º        | n/d         |      |
| 1983 | Universiade     | Edmonton   | 10000 m  | 9º        | 29'28"74    |      |
| 1983 | Universiade     | Edmonton   | Maratona | Oro       | 2h17'10"    |      |
| 1991 | Mondiali        | Tokyo      | Maratona | dnf       | dnf         |      |
| 1992 | Giochi olimpici | Barcellona | Maratona | 44º       | 2h21'37"    |      |

## Altre competizioni internazionali
1982
- 82º ai Mondiali di corsa campestre ( Roma) - 35'43"2

1985
- 23º in Coppa del mondo di maratona ( Hiroshima) - 2h13'55"
- 4º in Coppa Europa di maratona ( Bronzo per la squadra italiana;  Roma) - 2h14'30"

1986
- 11º alla Maratona di Fukuoka ( Fukuoka) - 2h13'27"

1988
- Argento in Coppa Europa di maratona ( Huy) - 2h11'52"

1990
- 10º alla Roma-Ostia ( Roma) - 1h04'21"

1991
- 14º in Coppa del mondo di maratona ( Londra) - 2h12'12"
- 14º alla Maratona di Londra ( Londra) - 2h12'12"

1992
- Oro alla Maratona di Torino ( Torino) - 2h11'03"